# Elmer L. Andersen
Elmer Lee Andersen (* 17. Juni 1909 in Chicago, Illinois; † 15. November 2004 in Minneapolis, Minnesota) war ein US-amerikanischer Politiker und von 1961 bis 1963 Gouverneur des Bundesstaates Minnesota.

## Frühe Jahre und politischer Aufstieg
Elmer Andersen besuchte das Muskegon Junior College und dann bis 1931 die University of Minnesota. Danach machte er Karriere bei H. B. Fuller, in der er über einige Zwischenstationen bis zum Präsidenten aufstieg. Politisch war Andersen Mitglied der Republikanischen Partei. Zwischen 1949 und 1959 gehörte er dem Senat von Minnesota an. Am 8. November 1960 wurde er als Kandidat seiner Partei zum neuen Gouverneur seines Staates gewählt.

## Gouverneur von Minnesota
Andersen trat sein neues Amt am 2. Januar 1961 an. In seiner zweijährigen Amtszeit wurden einige Gesetze in Minnesota überarbeitet und die Sicherheit auf den Autobahnen verbessert. Im Jahr 1962 kandidierte er für eine Wiederwahl. Das Wahlergebnis war so knapp, dass es bis zum März 1963 dauerte, bis nach vielen Neuauszählungen der Stimmen und einem Gerichtsurteil Vizegouverneur Karl Rolvaag mit 91 Stimmen Vorsprung als Wahlsieger feststand. Damit musste Andersen sein Amt aufgeben.

## Weiterer Lebenslauf
Im Jahr 1964 war Andersen Delegierter zur Republican National Convention. Außerdem war er Vorsitzender einer Kommission zur Überarbeitung der Staatsverfassung von Minnesota. Später stieg Andersen auch noch in das Zeitungsgeschäft ein. Er verstand sich als ein liberaler Republikaner und bedauerte den Rechtsruck seiner Partei. Während der Regierung von Präsident George W. Bush brach er mit seiner Partei. Im Jahr 2004 unterstützte er den demokratischen Präsidentschaftskandidaten John Kerry gegen Bush. In der Folge griff er Bush und Vizepräsident Dick Cheney massiv wegen deren Weltpolitik an. Elmer Andersen starb im November 2004. Er war mit Eleanor Johnson verheiratet, mit der er drei Kinder hatte.